# Quinto Hortensio
Quinto Hortensio Hórtalo (en latín, Quintus Hortensius L. f. Hortalus; 114 a. C.-50 a. C.) fue un político y cónsul romano, además de un célebre orador y letrado.

## Carrera retórica
Nacido en 114 a. C., ocho años antes de Cicerón, el mismo año en que L. Craso pronunció su famoso discurso en el caso de la vestal Licinia. Con diecinueve años realizó su primer discurso ante un tribunal, impresionando a todos con su estilo, entre ellos los cónsules Lucio Licinio Craso y Quinto Mucio Escévola, el primero un gran orador y el segundo un destacado jurista.  Esto le llevó a ser contratado por Nicomedes de Bitinia, uno de los aliados orientales de Roma al que su hermano había arrebatado el trono, dando como resultado que Nicomedes fue restaurado (89 a. C.). Gracias a este caso creció enormemente su reputación como letrado. Era yerno de Quinto Lutacio Cátulo al estar casado con Lutacia, a causa de lo cual estaba muy vinculado con los senadores conservadores, los optimates. 
Durante la guerra Social se desempeñó como militar en dos campañas (91 a. C.-90 a. C.). En la primera como un legionario de Pompeyo, en la segunda como tribuno militar. En el año 86 a. C., defendió a un joven Gneo Pompeyo, acusado de retener parte del botín hecho en Asculum en el curso de la guerra.
Cuando Sila alcanzó la dictadura decretó que el Senado debía tomar el control sobre los tribunales, para lo que ordenó que los jurados estuvieran constituidos únicamente por senadores. La constitución silana disminuyó notablemente su reputación, ya que muchos creían que le debía su éxito al dictator. En esta época muchos de sus clientes eran administradores provinciales que eran acusados de corrupción, los cuales casi siempre resultaban absueltos a causa de la parcialidad de los tribunales.
Simpatizante del partido aristocrático de Sila, defendió a muchos miembros del partido de este que fueron acusados de mala administración y extorsión o soborno a sus provincias y tuvo mucho de éxito debido a sus dotes oratorias. Cicerón lo acusa de haber usado el dinero de sus clientes para sobornar a los jueces.

## Cursus honorum
Como político obtendría el cuestorado (81 a. C.), donde el propio Cicerón da testimonio de la integridad con que llevó las cuentas. Poco después defendió a M. Canuleius; a Cn. Dolabella, cuando fue acusado de extorsión en Cilicia por M. Escauro, y a otro Cn. Dolabella, acusado por César por delitos cometidos en Macedonia. 
Obtuvo la edilidad en el año 75 a. C. Los juegos y espectáculos que ejecutó como edil fueron recordados por su extraordinario esplendor, y financiados gracias al préstamo de sus clientes que había defendido.
Logró la pretura en el 72 a. C., y finalmente el consulado (69 a. C.) con Caprario Crético. Un año anterior se enfrentó en los tribunales a Cicerón por el caso de Cayo Verres, siendo derrotado y cediendo el control de los mismos al prometedor letrado. Al año siguiente de su consulado recibió la provincia de Creta que renunció a gobernar en favor de su colega. 

## Su derrota
El juicio de Verres trajo a la cumbre a Cicerón y dejó a Hortensio en segundo lugar. Esto sucedió porque Verres, patrocinado por el partido aristocrático, ya no disponía de las mismas ventajas después de que en el año 70 a. C. el cónsul Gneo Pompeyo Magno y su colega Craso habían introducido algunas reformas y especialmente la lex Aemilia que transfería el juicio de repetundis del senado a los senadores, équites y tribunus aerarii en conjunto, lo que eliminó la preponderante influencia de Hortensio y su partido.
Después de su consulado se dedicó a oponerse al creciente poder de Pompeyo, defendiendo siempre a los optimates. Se opuso a la ley Gabinia que daba el mando del Mediterráneo a Pompeyo en su lucha contra los piratas (67 a. C.) y a la ley Manilia que le daba la conducción de la guerra contra Mitrídates VI Eupator (66 a. C.).
En 63 a. C. Cicerón y Hortensio comenzaron a aceptar los mismos casos. En todas estas ocasiones Hortensio reconoció la primacía de su rival y le permitió hablar a Cicerón el último, como manera de reconocimiento. 
Hortensio participó en el juicio de Publio Clodio por la ofensa contra la Bona Dea y apoyó una enmienda de Fufio por la cual Clodio fuera juzgado por una corte ordinaria y no por un tribunal seleccionado por el pretor, que Cicerón; consideró la causa principal de la absolución de Clodio, a pesar de que Hortensio no le era del todo favorable. 
Cuando Pompeyo retornó a la capital después de derrotar a Mitrídates (61 a. C.) Hortensio disminuyó sus apariciones públicas reduciéndolas únicamente a los tribunales En 50 a. C. evitó que Apio Claudio Pulcro - al que Dolabela acusó de traición - resultara encarcelado. Ese mismo año murió en Roma.
Todos los discursos de Hortensio se han perdido. Cicerón escribió que su oratoria continuaba la tradición asiática, una clase muy vistosa de retórica cuya belleza no residía más en la forma que en el fondo. Dotado de una enorme memoria, era capaz de acordarse de todo lo que había dicho su oponente. Todas sus acciones eran premeditadas, y la manera en que vestía la toga era similar a la de los actores dramáticos del momento. Cicerón escribió que tenía una voz melodiosa que modulaba con enorme habilidad.
Hombre de enorme riqueza, acabó derrochándola en la compra de villas, parques y costosos entretenimientos. Uno de los epicúreos más representativos de su época, era un célebre comprador de vino y obras artísticas. Escribió un tratado de oratoria, poemas eróticos, y los Anales, que le valieron una reputación como historiador.
De su primera esposa, hija de Cátulo, tuvo un hijo del mismo nombre: Quinto Hortensio Hortalo. Después se casó con Marcia, la que había sido esposa de Catón. Su hija Hortensia, también sería una célebre oradora. En 42 a. C. se pronunció en contra de la imposición de un impuesto especial a las matronas más ricas.